# شلالات إجوازو

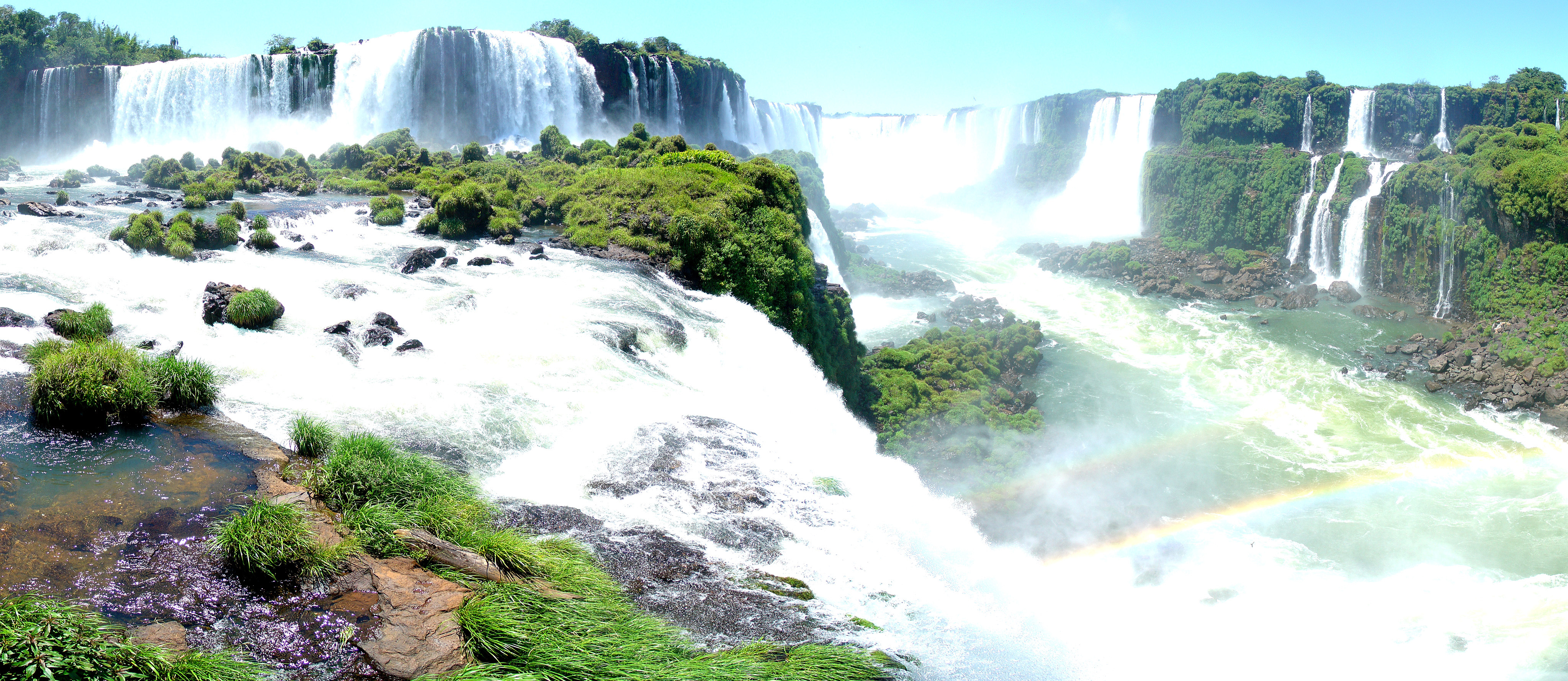
شلالات إجوازو من جهة البرازيل

شلالات إجوازو هي شلالات نهر إجوازو الواقعة على الحدود بين الولاية البرازيلية بارانا (20%) والمحافظة الأرجنتينية مشينز (80%). الشلالات تُقسّم النهر إلى إجوازو العالي وإجوازو الواطئ.
اسم الشلالات مشتق من اللغة الجوارانية أو اللغة التوبية القديمة بمعنى الماء الكثير. تعتبر الشلالات إجوازو إحدى عجائب الدنيا السبع الطبيعية.

## وصفها
تتكون شلالات إجوازو من 20 شلال كبير و255 شلال صغير تمتد عبر 7و2 كيلومتر. بعض منها يصل ارتفاعه إلى 82 متر، ى خرين يبلغ ارتفاعهم 64 متر. جزء من الشلالات يتبع البرازيل وجزء يتبع الأرجنتين ويصبان ما بين 1500 متر مكعب/ثانية إلى نحو 7000 متر مكعب في الثانية ماء. يسمى أيضا بالإسبانية
Garganta do Diabo (أو بالبرتغالية) ومعناها «أخدود الشيطان» ؛ شكل الأخدود مثل حرف U بعرض 150 متر وطوله 700 متر. معظم شلالاتها يقع في الأرجنتين، إلا أن أوسع مشهد بانورامي يرى من الجهة البرازيلية. ويفصل بين شلالات الأرجين وشلالات البرازيل عدة جزر صغيرة.
من امتداد الشلالات البالغ 2700 متر لا يصب جزء منه ماء بعرض نحو 900 متر. توجد شلالات الأرجنتين في منتزه إجوازو الوطني ، كما يقع شلالات البرازيل في منتزه إجوازو الوطني (البرازيل). وقد ضمتهما اليونيسكو إلى قائمة موقع تراث عالمي في عام 1984 (الأرجنتين) وعام 1986 للبرازيل).
يزور جمع كبير من السياح شلالات إجوازو كل عام، وقد أعدت لهم الهيآت السياحية استعدادت مناسبة ومناصب لمشاهدة الشلالات.

## موقع التراث العالمي
أعلنت اليونسكو شلالات إجزازو موقعا للتراث العالمي (القسم الأرجنتيني في عام 1984 والجزء البرازيلي في عام 1986).
تعتبر الشلالات إجوازو إحدى عجائب الدنيا السبع الطبيعية ، عبر مؤسسة عجائب الدنيا السبعة الجديدة. ابتداءً من فبراير/شباط عام 2009 وقد حصلت على التصنيف الخامس ضمن تصنيف البحيرات والأنهار والشلالات.

## وصلات خارجية
- مواقع التراث العالمي

## اقرأ أيضا
- الأرجنتين
- محافظة أرض النار (الأرجنتين)
- نهر إجوازو
- منتزه إجوازو الوطني
- شلالات إجوازو (البرازيل)